# My Giant – Zwei auf großem Fuß
My Giant – Zwei auf großem Fuß ist eine Filmkomödie von Michael Lehmann aus dem Jahr 1998. In der Komödie spielen Stars wie Billy Crystal mit.

## Handlung
Sam Kamin ist ein erfolgloser Agent in Hollywood. Seine Frau verlässt ihn. Sam trifft sich in Rumänien mit einem Kunden, dort hat er einen Autounfall. Sein Wagen fällt ins Wasser; Kamin wacht im Kloster auf, in dem er medizinisch versorgt wird.
Kamin lernt den über 2,30 m großen Max Zamphirescu kennen, der ihn nach dem Unfall rettete. Sam lockt ihn mit Versprechungen nach Hollywood. Dort erhält Max eine Rolle in einem Film mit Steven Seagal.

## Kritiken
James Berardinelli schrieb, Billy Crystal sei ein Naturtalent. Seine Darstellung würde die Komödie retten.
Roger Ebert schrieb in der Chicago Sun-Times (10. April 1998), der Film sei vorwiegend „traurig“ („lugubrious“) und würde sich in zahlreichen Handlungssträngen verzetteln. Er lobte eine Szene mit Steven Seagal.

## Hintergründe
Der Film wurde in New York City, in Los Angeles, in Las Vegas und in Tschechien gedreht. Er spielte in den Kinos der USA ca. 7,99 Millionen US-Dollar ein. In einigen Ländern wie Portugal, Argentinien und Ungarn wurde er direkt auf Video veröffentlicht.
Der 2,31 Meter große Basketballspieler Gheorghe Mureșan spielte von 1993 bis 2000 in der nordamerikanischen Profiliga NBA.